# Anastazja Siczek
Anastazja Siczek (ur. 3 marca 1906 w Sankt Petersburgu, zm. 31 grudnia 1980) – polska działaczka społeczna, nauczycielka, bibliotekarka.

## Życiorys
W latach 1925–1943 pracowała jako nauczycielka w województwie lubelskim. Od listopada 1945 mieszkała w Koszalinie, początkowo pracując w administracji służby zdrowia. Brała udział w organizacji wielu ośrodków zdrowia w Koszalinie i okolicy w okresie powojennym. W latach 1953–1955 pracowała w Prezydium Wojewódzkiej Rady Narodowej w Koszalinie, następnie przeszła do pracy w Wojewódzkiej Bibliotece Publicznej, gdzie była kolejno bibliotekarzem, instruktorem i starszym bibliotekarzem. Kontynuowała pracę w bibliotece także po przejściu na emeryturę (w niepełnym wymiarze godzinowym).
Od 1947 była sekretarzem, potem przewodniczącą Powiatowego Komitetu Stronnictwa Demokratycznego w Koszalinie. W latach 1950–1954 pełniła mandat radnej Wojewódzkiej Rady Narodowej w Koszalinie, w latach 1958–1973 radnej Miejskiej Rady Narodowej. Była również społecznym kuratorem sądowym dla nieletnich. W grudniu 1974 należała do grona współzałożycieli Wojewódzkiego Oddziału Towarzystwa Przyjaciół Pamiętnikarstwa w Koszalinie i pełniła funkcję skarbnika tego oddziału.
Od 1954 działała w koszalińskim oddziale Polskiego Towarzystwa Turystyczno-Krajoznawczego, pełniąc liczne funkcje (m.in. przewodniczyła Komisji Rewizyjnej). Była przodownikiem turystyki pieszej, instruktorem krajoznawstwa Polski, społecznym opiekunem zabytków, wchodziła w skład Komisji Turystyki Pieszej Zarządu Głównego PTTK. W rajdach turystycznych uczestniczyła niemal do końca życia.
Została odznaczona m.in. Złotym i Srebrnym Krzyżem Zasługi, Krzyżem Kawalerskim Orderu Odrodzenia Polski, Medalem 10-lecia Polski Ludowej, odznaką 1000-lecia Państwa Polskiego, Medalem 30-lecia Polski Ludowej, medalem "Za zasługi dla Koszalina", "odznaką honorową "Za zasługi dla województwa koszalińskiego", odznaką "Zasłużony Działacz Kultury". Posiadała również liczne odznaczenia ruchu turystycznego, m.in. Złotą Odznakę PTTK, srebrną i złotą odznaką "Zasłużony Działacz Turystyki", tytuł Honorowego Przodownika Turystyki Pieszej.
Bernard Konarski w opracowaniu poświęconym wiodącym postaciom koszalińskiego ruchu turystycznego Ich pasją była turystyka (1983) wspominał Panią Natkę – bo tak ją nazywano wśród bliskich i znajomych – znałem od wielu lat. Doskonale pamiętam jej wyprostowaną, mimo wieku, postać, energiczne ruchy i uśmiechniętą twarz. Serdeczność, życzliwość, energia – wprost z niej promieniowały. Nigdy nie skarżyła się, nie mówiła o swych kłopotach. Chętna natomiast była do niesienia pomocy innym, do działania społecznego. Zawsze znajdowała na to czas i chęci.
Anastazja Siczek zmarła po krótkiej chorobie w 31 grudnia 1980 i została pochowana na cmentarzu w Koszalinie.